# Eschweiler Kohlberg

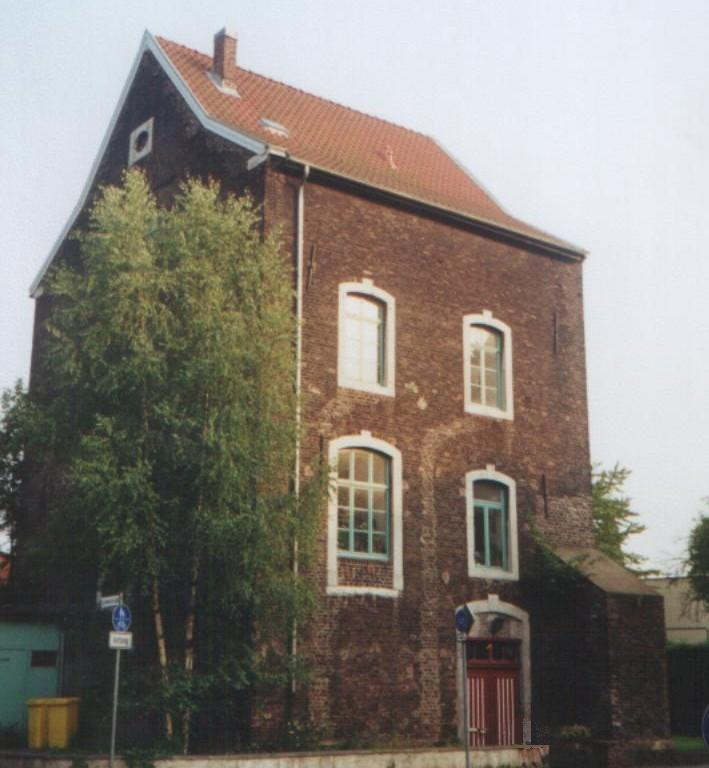
Pumpenhaus von 1794

Der Eschweiler Kohlberg ist der nordöstliche Teil des Indereviers in Eschweiler und somit Teil des Aachener Reviers. Er war in Flözdistrikte unterteilt: der Distrikt „Feldenend“ bei Bergrath im Norden, „Buschend“ bei Weisweiler/Wilhelmshöhe und „Hundend“ im Süden. Die ab 1784 von Wültgens erworbenen Konzessionen am Eschweiler Kohlberg waren die Grundlage des fünfzig Jahre später gegründeten Eschweiler Bergwerksvereins EBV.

## Anfänge
1394 wird Kohleabbau und der Eschweiler Kohlberg als „Koylberg zu Eschwylre“ erstmals urkundlich erwähnt. Kohle wird hier zunächst in kleinen Schächten und hauptsächlich in zahlreichen Pingen ohne größere Technik bei geringen Teufen in so genanntem Kleinbergbau gefördert. Noch heute befindet sich im Eschweiler Stadtwald und der Siedlung Waldschule qualitativ geringwertige Kohle dicht unter der Oberfläche. Großabnehmer für die im Eschweiler Kohlberg geförderte Steinkohle waren um die Mitte des 17. Jahrhunderts mit einer Gesamtjahresmenge von 15.000 Tonnen im Raum Eschweiler-Stolberg hauptsächlich die so genannten Kupfermeister.

## Wasserhaltung
Bei zunehmender Tiefe wurden die Grubenwässer zum Problem, so dass die Wasserhaltung – auch „Rosskunst“ und „Herrenkunst“ genannt – immer mehr an Bedeutung gewann. Die Entwässerung der ersten Bergbaue im Eschweiler Stadtwald erfolgte durch die Hundsgracht in die Inde. 1555 wird eine mit Pferden betriebene Rosskunst erwähnt, und spätestens 1571 sind Wasserräder im Einsatz. 1632 wird die hierfür unerlässliche Herrenkunst – benannt nach den Herren von Jülich – errichtet. Die Wasserhaltung wird zu einem Motor der technologischen Entwicklung, und so wird 1794 die erste Dampfmaschine des Raums Aachen (oder sogar – nach anderen Quellen – Deutschlands) in Eschweiler-Pumpe zur Wasserhaltung in Betrieb genommen. Das Pumpenhaus an der unteren Luisenstraße steht heute unter Denkmalschutz.
Da die Wasserhaltung den Herren von Jülich oblag, waren die Steinkohlenfelder zur Teufe hin begrenzt, das heißt in ihrer Tiefe beschränkt. Erst 1805 wurde diese Regelung durch die Verleihung der Großkonzession bis zur ewigen Teufe an Johann Peter Wültgens und Carl Englerth durch die französische Verwaltung abgeschafft.

## Binnen- und Außenwerke
Die Gruben des Eschweiler Kohlbergs wurden in Binnen- und Außenwerke unterteilt, welche das Flöz „Padtkohl“ voneinander trennte. Der Name „Binnenwerk“ bezieht sich darauf, dass diese Gruben in der Indemulde lagen, die „Außenwerke“ außerhalb. Die Nutzung der Außenwerke bezog sich von vornherein auf alle Flöze, wohingegen bei den Binnenwerken bis 1805 die Konzessionen nur einzelne Flöze oder Flözdisktrikte beinhalteten. Binnenwerke waren die Steinkohlengruben „Aue“, „Centrum“ und „Reserve“. Außenwerke waren die Gruben „Atsch“, „Birkengang“ und „Propstei“.